# Lista oamenilor de știință ale căror nume sunt utilizate în constantele fizice
Unele dintre constantele folosite în știință sunt numite după mari oameni de știință. Prin această convenție, numele lor sunt imortalizate. Mai jos este lista oamenilor de știință ale căror nume sunt utilizate în constante fizice.

## Lista oamenilor de știință și a constantelor fizice
| Numele omului de știință    | Viața     | Naționalitate     | Numele constantei              |
| --------------------------- | --------- | ----------------- | ------------------------------ |
| Isaac Newton                | 1643–1727 | britanic          | Constanta lui Newton           |
| Leonhard Euler              | 1707–1783 | elvețian          | Numărul lui Euler              |
| Charles-Augustin de Coulomb | 1736–1806 | francez           | Constanta lui Coulomb          |
| Amedeo Avogadro             | 1776–1856 | italian           | Constanta lui Avogadro         |
| Michael Faraday             | 1791–1867 | britanic          | Constanta lui Faraday          |
| Johann Josef Loschmidt      | 1821–1895 | austriac          | Constanta lui Loschmidt        |
| Johann Jakob Balmer         | 1825–1898 | elvețian          | Constanta lui Balmert          |
| Joseph Stefan               | 1835–1893 | sloveno/austriac  | Constanta Stefan               |
| Ludwig Boltzmann            | 1844–1906 | austro-ungar      | Constanta Boltzmann            |
| Johannes Robert Rydberg     | 1854–1919 | suedez            | Constanta Rydberg              |
| Joseph John Thomson         | 1856–1940 | britanic          | Secțiunea transversală Thomson |
| Max Planck                  | 1858–1947 | german            | Constanta Planck               |
| Wilhelm Wien                | 1864–1928 | german            | Constanta lui Wien             |
| Owen Willans Richardson     | 1879–1959 | britanic          | Constanta lui Richardson       |
| Otto Sackur                 | 1880–1914 | german            | Constanta Sackur-Tetrode       |
| Niels Bohr                  | 1885–1962 | danez             | Magneton Bohr, Raza Bohr       |
| Edwin Hubble                | 1889–1953 | american          | Constanta Hubble               |
| Hugo Tetrode                | 1895–1931 | olandez           | Constanta Sackur-Tetrode       |
| Douglas Hartree             | 1897–1958 | britanic          | Energia Hartree                |
| Enrico Fermi                | 1901–1954 | italiano/american | Constanta de cuplare Fermi     |
| Roger Apéry                 | 1916–1994 | greco/francez     | Constanta lui Apéry            |
| Brian David Josephson       | 1940      | britanic          | Constanta lui Josephson        |
| Klaus von Klitzing          | 1943      | german            | Constanta von Klitzing         |